# Фасонка

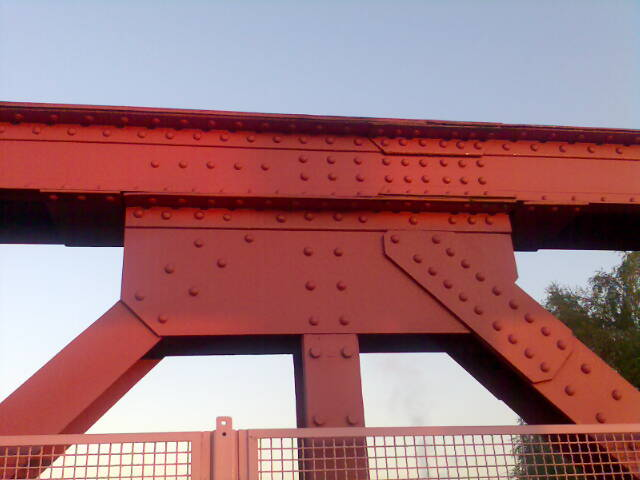
Прямокутна фасонка на сталевих конструкціях

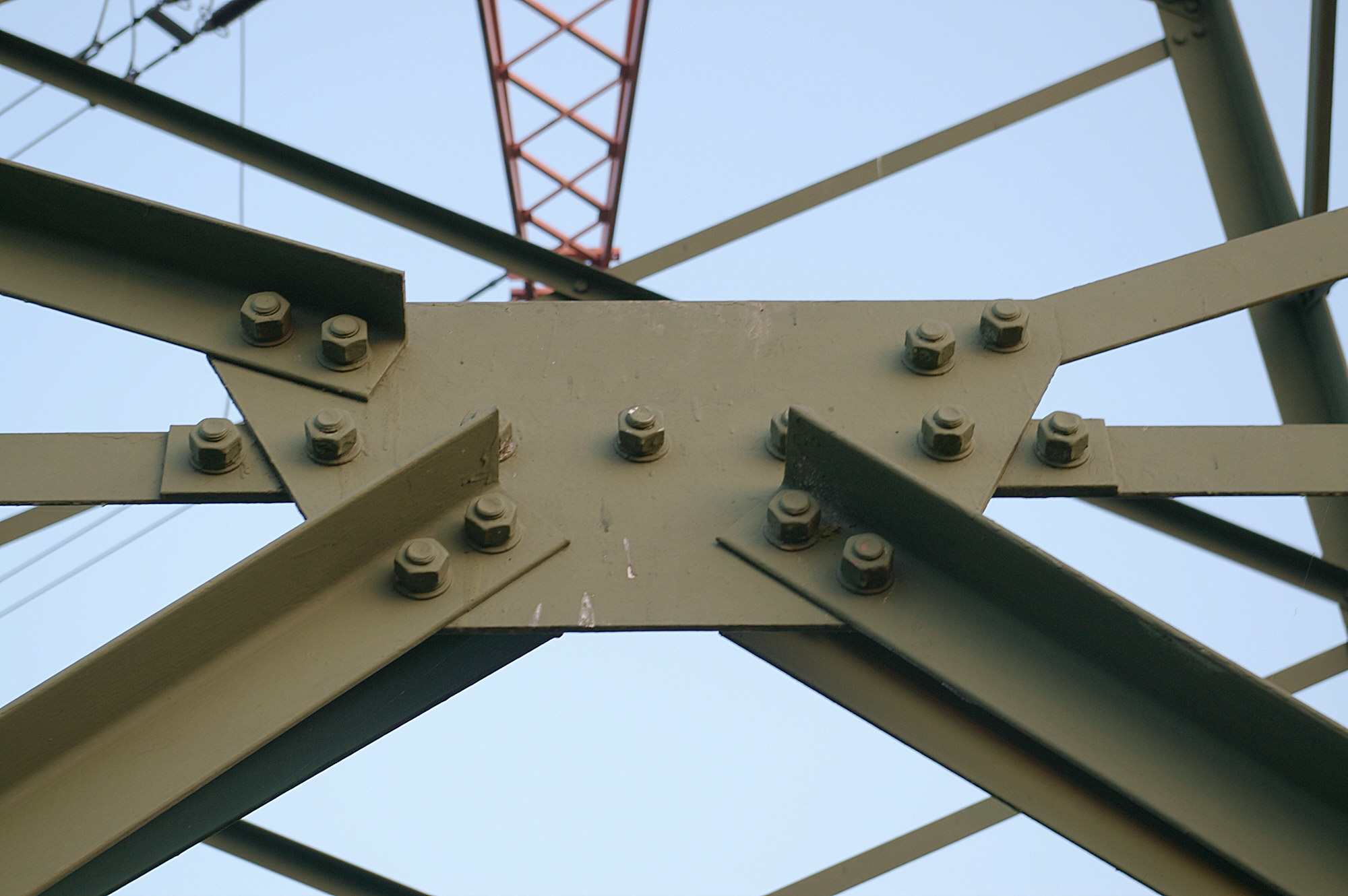
Трапецієподібна фасонка на пілоні

Фасо́нка — деталь у вигляді пластинки з листового металу, що слугує для кріплення різноманітних металевих конструкцій, зокрема у вузлі стрижнів решіток і поясів ферми. У словниках 1930-х років цей технічний термін подається як «обриска» або «обрисівка».
На невеликих фермах з одиночних кутиків елементи можуть скріплювати і без застосування фасонок, одним зварюванням.

## Різновиди
- Прямокутна фасонка — застосовується у фермах з трикутною решіткою[6]. Використовується для кріплення балок двотаврового перерізу, балок-швелерів, балок-кутиків та інших профілів до інших балок чи колон (стоянів).
- Трапецієподібна фасонка — застосовується у фермах з розкісною решіткою[6]. Використовується для тих самих цілей, що прямокутна.
- Трикутна фасонка або косинець
- Фасонка у формі паралелограма зі зрізаними кутами («рибка»)[7] — використовується, як правило, для скріплення між собою подовжніх діагональних балок.
- Фасонка у формі кругового сектора — використовується для кріплення поперечних балок при монтажі конструкцій з круглих труб

## Товщини

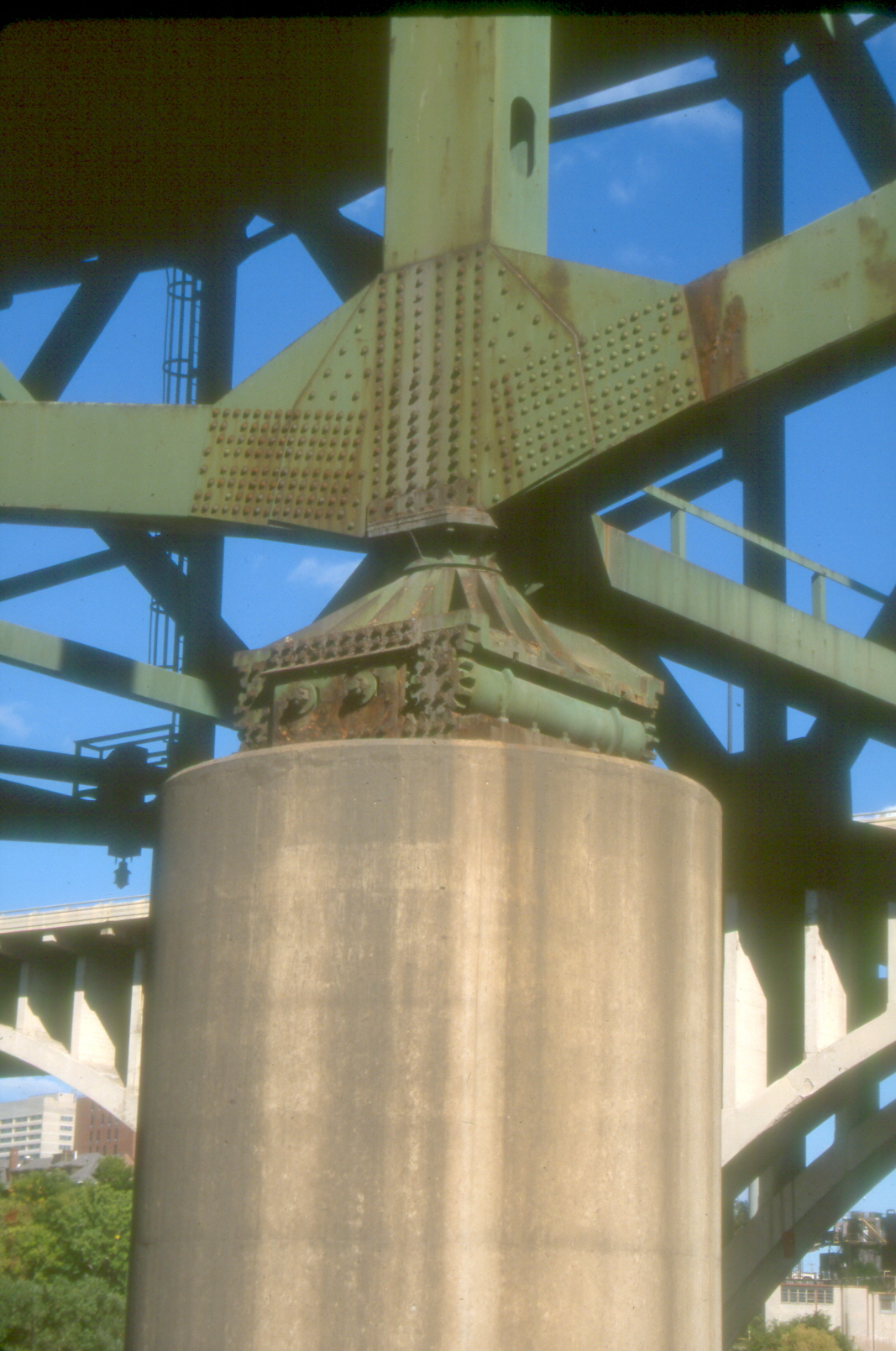
Трапецієподібна фасонка мосту I-35W через Міссісіпі

Залежно від зусиль у стрижнях (балках) товщина фасонки може лежати у межах від 6 до 20 мм. У рідкісних випадках товщина може бути понад 20 мм.
| Максимальне зусилля, у стрижнях решітки, кН | До 150 | 160-250 | 251-400 | 401-600 | 601-1000 | 1001-1400 | 1401-1800 | Понад 1800 |
| Товщина фасонки, мм                         | 6      | 8       | 10      | 12      | 14       | 16        | 18        | 20         |

## Особливості конструювання
Фасонки ферм розраховують залежно від розташування і розмірів зварних швів (у разі болтового або заклепкового з'єднання — розмірів болтів і заклепок). Висоту фасонки рекомендують приймати відповідно до стандартного розміру ширини металевого листу. Стрижні решітки приварюють до фасонки фланговими швами, які виводять на 20 мм за торець кутика.
Для зменшення зварювальних напружень між зварними швами решітки і поясів ферми витримують відстань, що дорівнює {\displaystyle {\displaystyle \alpha =6\cdot t_{f}-20}{\displaystyle \alpha =6\cdot t_{f}-20}} (де {\displaystyle {\displaystyle t_{f}}{\displaystyle t_{f}}} — товщина фасонки) мм, але не більшу, ніж 80 мм.
Відстань між зварними швами решітки не менш ніж 50 мм. Різність у товщинах фасонок між двома сусідними вузлами не повинна бути понад 2 мм (в окремих випадках — 4 мм). Наприклад, товщини опорних фасонок можуть бути більші за товщини проміжних.